# Onthophagus sexstriatus
Onthophagus sexstriatus é uma espécie de inseto do género Onthophagus, família Scarabaeidae, ordem Coleoptera.
Foi descrita cientificamente por Montrouzier em 1855.